# Calibri
Calibri är ett sans-serif-typsnitt som används av Windows Vista och Microsoft Office 2007.
Calibri liknar sans-serifteckensnitten i Lucida-familjen och Segoe UI. Den utvecklades av Lucas de Groot för Microsoft. Typsnittet stödjer latinska, grekiska och kyrilliska teckenuppsättningar.